# Manfred Kreuz
Manfred Kreuz (* 7. März 1936 in Gelsenkirchen) ist ein ehemaliger deutscher Fußballspieler. Als Spieler des FC Schalke 04 absolvierte er 135 Ligaspiele (42 Tore) von 1956 bis 1963 in der Fußball-Oberliga West und von 1963 bis 1968 in der Fußball-Bundesliga weitere 83 Ligaspiele mit 16 Toren. Im Jahr 1958 gewann er mit Schalke 04 die deutsche Fußballmeisterschaft.

## Laufbahn

### SC Hassel
Seine Karriere begann bei den Grün-Weißen des SC Hassel. 17-jährig begann er eine Beamtenausbildung beim Finanzamt Borken. Den Beruf als Finanzbeamter gab er auch während seiner aktiven Zeit nicht auf. Allerdings war aufgrund der Arbeitszeiten und des weiten Weges zur Arbeit an ein optimales Fußballtraining nicht zu denken.

### FC Schalke 04
Da kam es gut, dass der FC Schalke 04 ein Auge auf dieses Talent mit dem starken linken Fuß geworfen hatte. Schon Mitte der 1950er Jahre wechselte er zu den „Knappen“. Am 2. September 1956 debütierte er bei einer 2:4-Heimniederlage gegen den VfL Bochum in der Oberliga. Am Rundenende 1956/57 belegte Schalke den vierten Rang und Kreuz hatte in 15 Ligaspielen sieben Tore erzielt. In sein zweites Oberligajahr, 1957/58, startete der auf Halblinks, Linksaußen wie auch als Mittelstürmer im damaligen WM-System eingesetzte Offensivspieler am Starttag, den 11. August 1957, beim 5:0-Auswärtssieg bei Hamborn 07 mit drei Toren. Am Rundenende hatte der schussgewaltige Angreifer in 25 Oberligaeinsätzen 13 Tore beim Gewinn der Meisterschaft von Schalke in der Oberliga West erzielt. In der wegen der Fußballweltmeisterschaft 1958 in Schweden verkürzten Endrunde kam er in den Gruppenspielen gegen Tennis Borussia Berlin (9:0) und den Karlsruher SC (3:0) zum Einsatz und erzielte drei Tore. Den Sieg gegen den Süddeutschen Meister aus Karlsruhe verfolgten 75.000 Zuschauer im Hamburger Volksparkstadion. Im Endspiel um die deutsche Meisterschaft 1957/58 gehörte er zur siegreichen Mannschaft, die den Hamburger SV im Endspiel am 18. Mai in Hannover vor 80.000 Zuschauern – es wurde von Schiedsrichter Albert Dusch geleitet – mit 3:0 Toren souverän besiegte und in dem Kreuz das dritte Tor erzielte.
In der Saison 1958/59 ragten die vier Einsätze im Europapokal der Meister gegen KB Kopenhagen und insbesondere das Durchsetzen gegen den englischen Meister Wolverhampton Wanderers (2:2; 2:1) heraus, wobei Kreuz jeweils als Mittelläufer gegen das Team um Billy Wright überzeugen konnte. Im Jahr der Fußballweltmeisterschaft 1962 in Chile erreichte der Finanzbeamte mit Schalke die Vizemeisterschaft in der Oberliga West und nahm deshalb zum zweiten Mal an einer Endrunde um die deutsche Meisterschaft teil. In dieser Serie bildete er überwiegend mit Willi Schulz und Egon Horst die Läuferreihe der „Königsblauen“. Schalke setzte sich in der Qualifikation mit 4:1 nach Verlängerung gegen Werder Bremen durch, scheiterte aber in der Gruppenphase am Titelverteidiger 1. FC Nürnberg. Kreuz hatte alle vier Spiele als linker Außenläufer bestritten.
Vor dem Start der letzten Oberligarunde 1962/63 wurde der DFB-Pokal 1962 ausgespielt. Kreuz und Kollegen scheiterten im Halbfinale durch eine 2:3-Niederlage gegen Fortuna Düsseldorf am Einzug in das Finale. Die Ära der erstklassigen Oberliga West schloss Kreuz 1962/63 mit Schalke auf dem sechsten Rang ab und war damit für die neu eingeführte Fußball-Bundesliga qualifiziert. Er hatte in 27 Ligaspielen zehn Tore erzielt. Mit dem 30. Spieltag, den 11. Mai 1963, endete das Kapitel Oberliga West. Mit dem Angriff Reinhard Libuda, Hans Nowak, Willi Koslowski, Waldemar Gerhardt und Kreuz gab es ein 1:1-Remis bei Fortuna Düsseldorf. Insgesamt bestritt Kreuz für Schalke von 1956 bis 1963 135 Oberliga-Partien und erzielte dabei 42 Tore.
Auch sieben Spiele um die deutsche Meisterschaft mit vier Toren bestritt Manfred Kreuz. Zwölf Pokalspiele (mit vier Toren) und vier Europapokal-Spiele gehören ebenfalls in sein Stammbuch.
Als die Bundesliga 1963/64 eingeführt wurde, stand Kreuz immer noch bei Schalke 04 unter Vertrag und gehörte auch am ersten Spieltag, den 24. August 1963 unter Trainer Georg Gawliczek der Elf an, die mit einem 2:0-Heimsieg gegen den VfB Stuttgart in die neue Eliteliga startete. Nach dem fünften Spieltag, den 21. September, mit einem 1:0-Heimerfolg vor 40.000 Zuschauern gegen das HSV-Team um Uwe Seeler und Gert Dörfel, rangierte Schalke mit 9:1 Punkten, punktgleich mit dem späteren Deutschen Meister 1. FC Köln, auf dem zweiten Rang. Für den verletzungsanfälligen Kreuz war aber damit die Runde beendet. In den nächsten drei Runden erlebte er die Trainingsarbeit von Fritz Langner und den steten Kampf gegen den Abstieg. In der Saison 1964/65 brachte der Einzug in das Halbfinale im DFB-Pokal kurzzeitig bessere Stimmung nach Schalke.
Am 7. Januar 1967 verloren die Schalker bei Borussia Mönchengladbach mit 0:11 und erlebten damit die bislang höchste Bundesliganiederlage der Vereinsgeschichte. „Ein möglicher Grund für das Schalker Debakel: Zwei Tage vor dem Spiel war die Frau von Mannschaftskapitän Manfred Kreuz gestorben – das Team stand unter Schock.“
Mit nur noch einem Einsatz – am 30. März 1968 beim 1:1-Heimremis gegen Hannover 96 – beendete der Finanzbeamte beim Finanzamt Gelsenkirchen-Nord, infolge einer Meniskusoperation nach der Saison 1967/68 seine Spielerlaufbahn. Sein letztes Pflichtspiel für Schalke bestritt er auf Halbrechts an der Seite der Mitspieler Horst Blechinger, Hans-Jürgen Wittkamp, Herbert Höbusch und Gerhard Neuser.
Kreuz hatte von 1963 bis 1968 in der Bundesliga 83 Einsätze absolviert, in denen er 16 Tore erzielte.

### Traineramt
Nach seiner Spielerkarriere war er jahrelang Trainer der Schalker Amateurmannschaft.

### Länderspiele
Zum A-Nationalspieler hat es bei Manfred Kreuz nie gereicht, zu einem B-Länderspiel wurde er mal eingeladen, kam aber auch dort nicht zum Einsatz. Nach eigenen Angaben lag das wohl auch mit an seinem Lebenswandel. So trank er nach dem Spiel auch wohl mal ein Bier und rauchte eine Zigarette; Annehmlichkeiten, die man sich bei Sepp Herberger nicht leisten durfte.